# تايلر
تايلر (بالإنجليزية: Tyler)‏ هي مدينة أمريكية تقع في ولاية تكساس.تبلغ مساحة هذه المدينة 140.833 (كم²)،ويبلغ عدد سكانها 96900 نسمة حسب إحصاء سنة 2010 م و ويبلغ عدد سكانها 107,405 نسمة حسب إحصاء سنة 2014 م .تشير إحصاءات سنة 2000م بأن الكثافة السكانية في هذه المدينة تقدر بـ(688) نسمة/كم2.
كنية تايلر «عاصمة وردة أمريكا» لان ورود كثير ينتجرون ويننموون في المدينة.

## الجغرافية
مدينة تايلر في شرق تكساس, 160 كم شرق من مدينة دالاس. هناك مدن صغيرة بجانب تايلر، بما فيها وايتهوس، لندايل, و شابل هيل.
الطقس في تايلر نموذجي في جنوب الولايات المتحدة .
| الشهر                     | يناير    | فبراير   | مارس     | أبريل    | مايو     | يونيو    | يوليو    | أغسطس    | سبتمبر   | أكتوبر   | نوفمبر   | ديسمبر   |
| متوسط درجة الحرارة الكبرى | 14.4 /58 | 17.1 /63 | 21.8 /71 | 25.4 /78 | 28.9 /84 | 31.9 /89 | 33.7 /93 | 34.4 /94 | 31 /88   | 25.6 /78 | 19.9 /68 | 14.7 /58 |
| متوسط درجة الحرارة الصغرى | 2.4 /36  | 4.6 /40  | 8.2 /47  | 11.8 /53 | 16.5 /62 | 20.2 /68 | 21.9 /71 | 21.7 /71 | 17.9 /64 | 12.5 /55 | 7.7 /46  | 3.1 /38  |

## الحكومة
حكومة المحلية يقودها عمدة المدينة، مارتن هاينز.
بالأضاقة، تايلر قي منطقة الحكومة اولى. الممثل لحكومة الولاية اسمه مات شايفر والممثل للحكومة الفاديرالية اسمه لوي غومرت.

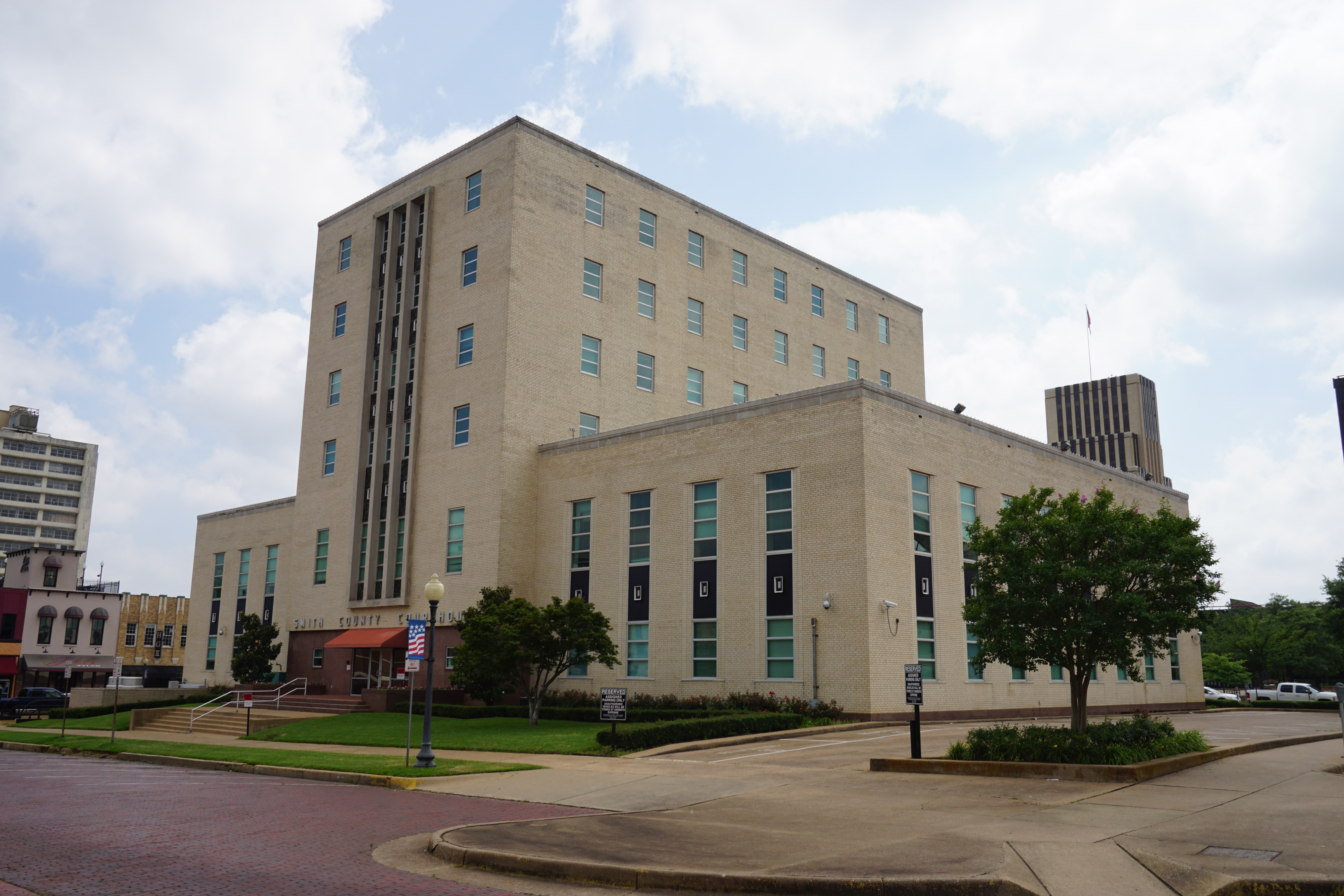
محكمة منطقة سميث

## التعليم
مدينة تايلر لها مدرستان ثانوية عامة، اسمها مدرسة جون تايلر ومدرسة روبرت ي لي. أيضا، هناك مدارس جاصة\دينية بما فيها غرايس كميونتي، أل ساينتس، وتماس كاي غورمن.

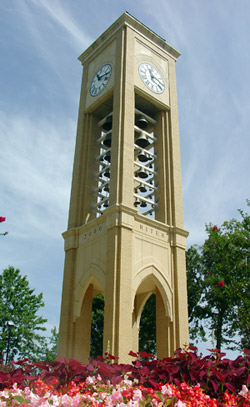
برج الساعة, جامعة تكساس في تايلر

بالنسبة لجامعات، هناك جامعة تكساس في تايلر، كلية صغيرة تايلر، وكلية التكساس.

## الأقتصاد
بالأضافة إلى صناعة الوردة، صناعة الطبية كبيرة في تايلر، التي لها مستشفات ترينتي ماذر فرانسس، مركز شرق تكساس الطبي، وجامعة تكساس مركز علم الطبي.
شركات كبيرة آخر بما فيها بقالة بروكشايرز، نفط دلك، وحذاء كافندرز.
صحيفة تايلر اسمها تايلر مورننج تلغراف.

## الدين

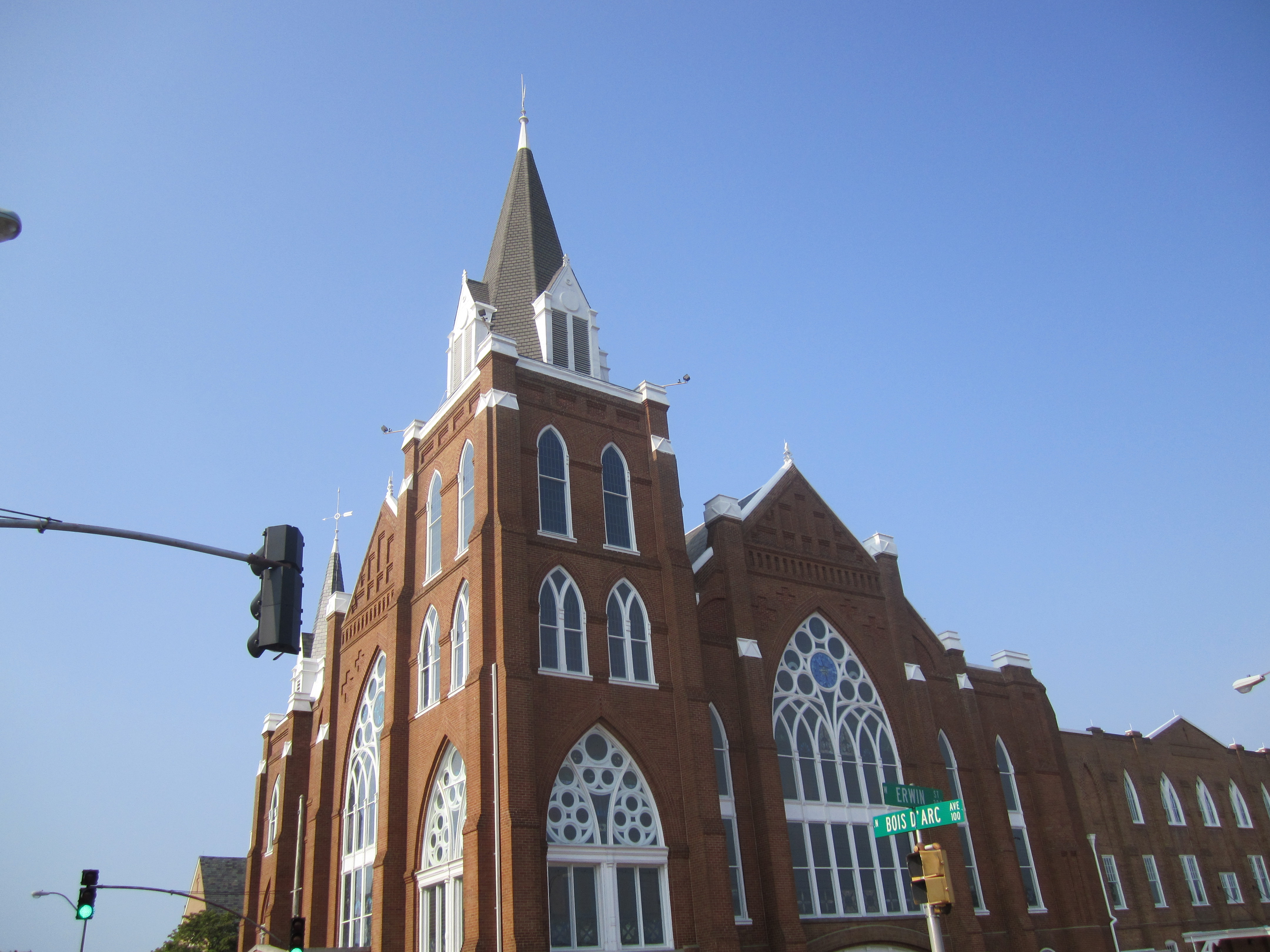
كنيسة ماثدستية مارفن

أكثر دين انتشارا في مدينة تايلر مسيحية، بما فيها كنائس بروتستانت وكتولكة. أيضا يجود مجتمع يهودي ومجود مسلم.

## السياحة
سنوي، مهرجان الوردة أكبر هدف في المدينة. هناك موكب، تتويج ملكة الوردة، وحفلات كثير التي تحتفل صناعة الوردة في تايلر. أيضا، في ربيع، الحديقة أزالية (ورد) يجيء الناس كثيرليستمتعون جمال طبيعي تايلر.
أماكن آخر بما فيها حديقة حيوان كالدويل، بحيرة فلسطين، وبحيرة تايلر.
مطعم ستانليز في تايلر مشهور كثير من بين الناس الذين يحبون شواء. في عام 2014, مجلة تكساس شهرا تتويج ساندويتشه «ماذر كلاكر» أحسن ساندويتش في الولاية.